# Marco Antonio Rodríguez
Marco Rodríguez (født 10. november 1973 er en mexicansk fodbolddommer. Han har dømt internationalt under det internationale fodboldforbund FIFA siden 1999, hvor han er placeret i den nordamerikanske dommergruppe.
Ved siden af den aktive dommerkarriere arbejder Rodríguez som idrætslærer .

## Karriere
Rodríguez har deltaget ved 2 VM slutrunder, hvor det samlet set er blevet til 4 kampe, der alle har været i gruppespillet.

### VM 2006
- England –  Paraguay (gruppespil)
- Elfenbenskysten –  Serbien og Montenegro (gruppespil)

### VM 2010
- Tyskland –  Australien (gruppespil)
- Chile –  Spanien (gruppespil)